# Pristimantis telefericus
Espèce
Synonymes
- Eleutherodactylus telefericus La Marca, 2005

Statut de conservation UICN

 DD  : Données insuffisantes
Pristimantis telefericus est une espèce d'amphibiens de la famille des Craugastoridae.

## Répartition
Cette espèce est endémique de l'État de Mérida au Venezuela. Elle se rencontre à Libertador entre 3 400 et 3 500 m d'altitude dans la cordillère de Mérida.

## Description
Les mâles mesurent de 22,7 à 29,6 mm et les femelles de 35,8 à 41,2 mm.

## Étymologie
Cette espèce est nommée en référence au lieu de sa découverte, le téléférique de Mérida.

## Publication originale
- La Marca, 2005 : Dos nuevas especies de ranas (Amphibia: Leptodactylidae) de páramo del Parque Nacional Sierra Nevada, Venezuela. Herpetotropicos, vol. 2, no 1, p. 47-54 (texte intégral).